# Chu Phất
Chu Phất (chữ Hán: 周巿, ? – 208 TCN), thường viết nhầm thành Chu Thị (周市), là tướng nước Ngụy cuối thời nhà Tần trong lịch sử Trung Quốc. Ông tham gia khởi nghĩa chống sự cai trị của nhà Tần và phục hồi nước Ngụy như cục diện thời Chiến Quốc.

## LậpNgụy vương
Sử sách không nói rõ về thân thế của Chu Thị. Ông xuất hiện từ cuộc khởi nghĩa của Trần Thắng.
Tháng bảy âm lịch năm 209 TCN, 900 người lính thú ở nước Sở cũ theo Trần Thắng và Ngô Quảng khởi nghĩa ở làng Đại Trạch chống lại sự cai trị của nhà Tần. Trần Thắng đánh đến đất Trần xưng hiệu là Trương Sở vương, tự lập làm vua Sở. Chu Thị đến Trương Sở gia nhập lực lượng đánh Tần.
Trần Thắng ở đất Trần sai các tướng đi chiêu hàng các nơi. Một cánh quân do Chu Thị chỉ huy đi về hướng bắc chiêu hàng đất Ngụy. Khi ông tiến đến đất Địch thì bị người đất Địch thuộc dòng dõi Tề vương là Điền Đam ngăn trở, mang quân chống lại. Chu Thị bị thua trận, quân đội tan rã, bèn thu quân trở về đất Ngụy.
Ông muốn lập người dòng dõi nước Ngụy thời Chiến Quốc là Ninh Lăng Quân Ngụy Cữu làm Ngụy vương, nhưng lúc đó Ngụy Cữu đang ở Trương Sở, không về nước được.
Người nước Ngụy thấy Chu Thị có công lấy nước Ngụy từ tay nhà Tần, muốn tôn ông làm Ngụy vương. Nhưng Chu Thị không chịu, sai sứ về Trương Sở xin lập Ninh Lăng quân Ngụy Cữu. Ban đầu Trần Thắng không đồng ý. Chu Thị kiên trì sai sứ giả đi lại chỗ Trần Thắng năm lần, cố xin lập Ngụy Cữu. Lúc đó các tướng dưới quyền Trần Thắng như Vũ Thần đã xưng vương ở nước Triệu, Hàn Quảng đã xưng vương ở nước Yên. Trần vương chấp thuận lập Ninh Lăng Quân làm Ngụy vương, cho Ngụy Cữu về nước.
Ngụy Cữu lên ngôi Ngụy vương bèn phong cho Chu Thị làm thừa tướng.

## Tử trận ở Lâm Tế
Cùng lúc Ngụy vương lên ngôi, Lưu Bang khởi nghĩa ở đất Bái. Sau khi chiếm được ấp Phong, Lưu Bang sai Ung Xỉ giữ ấp Phong và mang quân đến đánh quận Phương Dư.
Chu Thị mang quân đánh quận Phương Dư, gặp quân Lưu Bang bèn án binh bất động. Ông sai người đến đất Phong chiêu hàng Ung Xỉ, nói với Xỉ:
Dân đất Phong vốn là dân đất Lương dời đến ở, nay đất Ngụy đã bình định được mấy mươi thành rồi, nếu ông theo vua Ngụy thì vua Ngụy sẽ phong cho ông làm hầu, giữ đất Phong; nếu ông không đầu hàng thì sẽ làm cỏ tất cả dân đất Phong.
Ung Xỉ vốn không muốn theo Lưu Bang, nên đồng ý đầu hàng vua Ngụy và giữ đất Phong chống lại Lưu Bang. Lưu Bang nghe tin, đem quân đánh đất Phong nhưng không lấy được, phải trở về đất Bái. Chu Thị cũng thu quân về nước Ngụy.
Năm 208 TCN, Tướng Tần là Chương Hàm diệt xong Trương Sở bèn mang quân đánh Ngụy. Ngụy vương Cữu và Chu Thị mang quân ra Lâm Tế cự địch. Quân Ngụy giao chiến với quân Tần không nổi, bị bại trận. Chu Thị bị tử trận tại đây.
Sau nước Ngụy bị Chương Hàm phá, em Ngụy Cữu là Ngụy Báo khôi phục được nước Ngụy.